# 生成幼稚園
生成幼稚園（せいせいようちえん）は、兵庫県宝塚市雲雀丘山手1丁目16番17号にある私立幼稚園。設置者は学校法人精常学園。

## 沿革
- 1952年5月7日 - 学校法人精常学園によって生成幼稚園創立。
- 1952年9月30日 - 社団法人 兵庫県私立幼稚園協会によって認可される。

## 参考資料
- 学校法人精常学園　生成幼稚園 社団法人　兵庫県私立幼稚園協会